# Pascale Solages
Pascale Solages, née Lucia D. Pascale Solages, est militante féministe, activiste et membre cofondatrice et coordonnatrice générale de l’Organisation féministe Nègès Mawon.

## Biographie
Lucia D. Pascale Solages est militante féministe, activiste sociale et politique, et coordonnatrice générale de l’Organisation féministe Nègès Mawon. Elle est également membre du Conseil d’Administration de la Fondation Toya, une organisation de femmes dont elle est membre depuis 2009. Elle est aussi membre du groupe Petrochallenger «Nou pap dòmi». Un mouvement spontané, qui avait  pour objectif de demander que la lumière soit faite sur l’utilisation du fonds PetroCaribe en Haïti. Lucia D. Pascale SOLAGES, a fait des études en Finance à l’Université Quisqueya et est détentrice d’un diplôme en Genre et Développement de la Belgique. Elle a aussi un diplôme en Education en Droits Humains.
Pascale Solages est l’un des modèles de femme militante en Haïti qui s’investit tout entière dans tout ce qui concerne le pays. Elle  lutte constamment pour que les haïtien-ne-s vivent dans le respect de la dignité humaine. Son combat pour les droits des femmes est incessant et elle ambitionne de voir un nombre considérable de femmes compétentes, engagées et honnêtes accéder aux postes de décisions pour apporter leur contribution à la construction sociale, culturelle et économique du pays.
De ce fait, le 23 juin 2022, elle a reçu le prix inaugural Haitian Women's Collective "Ayisyen" à New York. Cette distinction célèbre son engagement et le travail qu'elle fait en tant qu'activiste, notamment la promotion et la défense des droits des femmes qu'elle défend depuis des années.

## Distinction
- Prix inaugural Haitian Women's Collective